# 博島 (小貝爾特海峽)

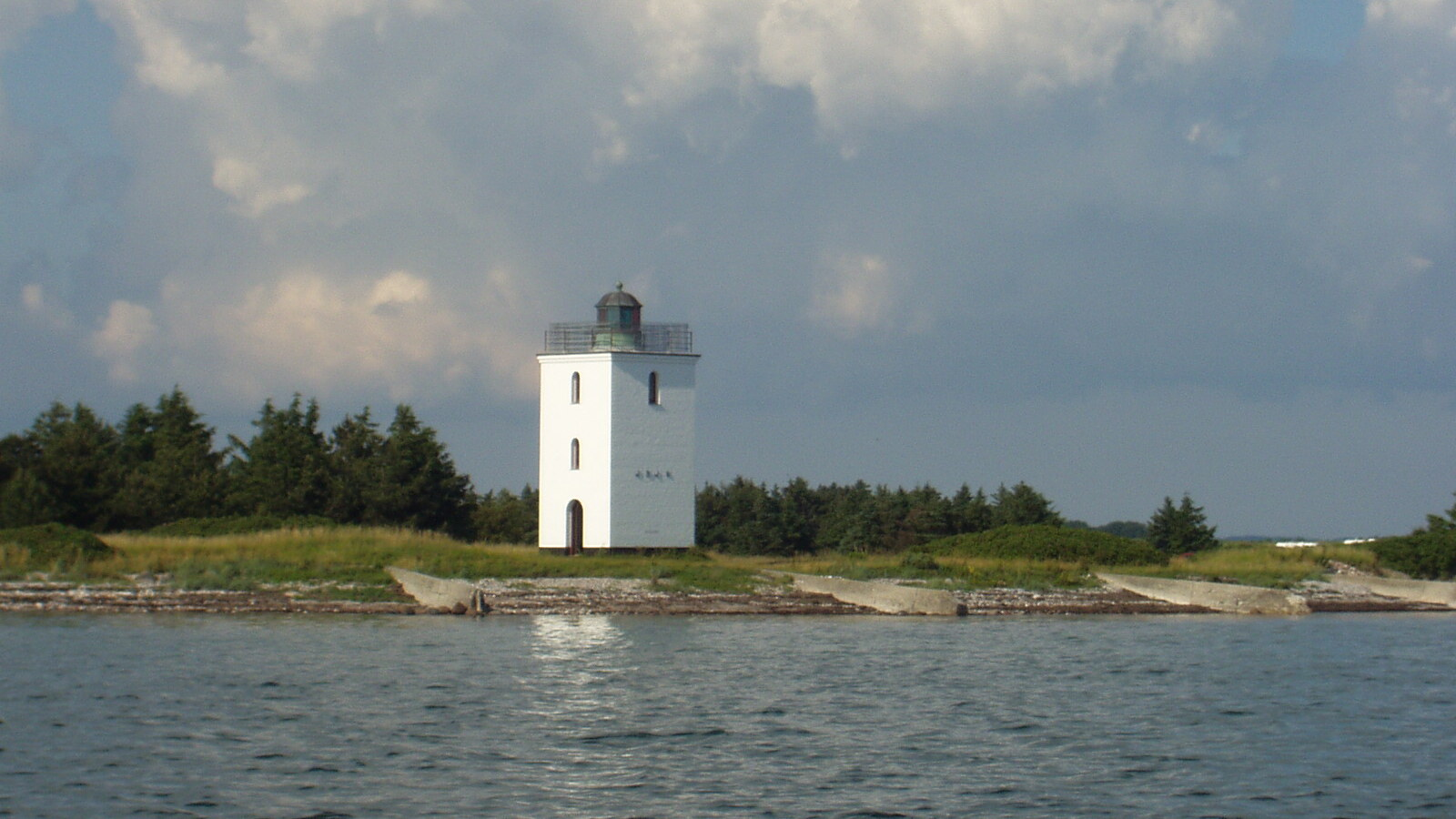

博島是丹麥的島嶼，位於小貝爾特海峽，由南丹麥大區負責管轄，長3.4公里、寬2.4公里，面積6.23平方公里，最高點海拔高度8米，2012年人口33。
55°18′30″N 9°49′0″E / 55.30833°N 9.81667°E